# 灰かぶり姫の三つの願い
『灰かぶり姫の三つの願い』（はいかぶりひめのみっつのねがい、別題『シンデレラ／魔法の木の実』、チェコ語: Tři oříšky pro Popelku、ドイツ語: Drei Haselnüsse für Aschenbrödel）はおとぎ話「シンデレラ」をもとにした1973年のチェコスロバキア・東ドイツ合作映画である。 原作はチェコの作家ボジェナ・ニェムツォヴァーが中東欧のシンデレラ物語を再話した「小さな灰かぶりについて」、「灰かぶりについて」、「三人の姉妹」である。ヨーロッパの多くの国で人気のあるクリスマス映画である。

## あらすじ
国王と王妃が近くの城に行く途中で村に立ち寄るということで、ポペルカ（シンデレラ、アッシェンブレーデル、灰かぶり姫）の継母は準備に励んでいる。ポペルカは台所の下働きの少年のミスをかばった結果継母に叱られ、反発したところ、怒った継母はごちゃごちゃに混ざった豆と灰を選り分ける仕事をポペルカに押しつける。ポペルカが仕事を始めようとすると、白い鳩の群れがやってきて選り分け作業をしてくれた。王の一行が近づくと村人たちが挨拶のために集まってくるが、継母は王子が結婚相手を必要とするだろうと考え、自分の娘ドラを紹介するつもりなので、ポペルカには挨拶に来ることを禁じる。
作業をしなくてよくなったので、ポペルカはかつて亡き父と狩猟の時に森で乗っていた白馬に会うため馬小屋に行く。ポペルカは馬に乗って抜け出し、ペットのフクロウに会い、冬の森を楽しむ。馬に乗っている最中に王子と仲間たちが狩りをしているのに出会す。王子たちは雪の中で立ち往生している牝鹿を見つけるが、王子がクロスボウで仕留めようとしたところ、ポペルカが投げた雪玉に邪魔される。一行はポペルカを追いかけ、追いついてずうずうしい子だと笑う。ポペルカは王子をばかにし、逃げて王子の馬に乗る。王子の馬は手に負えない馬だと言われていたため、一行はポペルカをさらに懸命に追う。ポペルカがこの馬をやすやすと乗りこなし、自分の馬に乗り換えて王子の馬を返して去って行ったため、一行は驚く。
継母は国王夫妻の訪問をきっかけに王から舞踏会の招待を引き出そうとしており、気乗りしないながらも王は継母たちを招待する。城に行く途中で国王夫妻は王子の一行と合流する。王は若さゆえに責任感がない息子の振るまいに苛立ち、王子は結婚しなければならないと言う。
継母は召使いのヴィンチェクを町に送って、自分と娘のドラに新しいドレスを作るための布などを買わせることにする。町に行く途中でヴィンチェクはポペルカが凍りそうな冷たい川で洗濯をさせられているのを見かける。ヴィンチェクはポペルカをかわいそうに思うがたいしたことはできないため、自分の鼻にぶつかったものをプレゼントするとポペルカに約束する。
王子は舞踏会で自分を婚約させようという父の計画を聞いた後、森に戻る。王子はヴィンチェクがそりを馬に轢かせたまま居眠りしているのを見かける。王子はクロスボウを使って鳥の巣を木の枝から撃ち落とし、ヴィンチェクの顔にあてるといういたずらをする。ヴィンチェクは巣の中で実が3つついたハシバミの枝を見つけ、それをポペルカに贈ることにする。ポペルカはこのプレゼントが気に入るが、継母は「リスにふさわしい」ようなものだといってあざ笑う。
継母とドラは新しい宝石を買い忘れたことに気付いて自分たちで町へ行くことにする。継母はポペルカが無礼な振る舞いをする罰だと言ってトウモロコシの粒と豆を選り分ける作業をさせる。再び鳩が来てポペルカを手伝う。ポペルカはフクロウのもとに行き、フクロウ同様、自由に出入りできるようになりたいと願う。変装して冒険に出かけたいと願ったところ、ハシバミの実がひとつ枝から落ちてきて、中から魔法で狩人の服装が一式出てくる。ポペルカはこの服を着て森に出かけ、狩猟をしている王子の一行を見かける。狩人のリーダーが、猛禽を最初に射止めた者には王から宝石のついた指輪が与えられると説明する。王子を含めた狩人たちは仕留めることができなかったが、ポペルカが鳥を撃ち、さらに王子の手からも矢を放つ。王子はこの若い狩人の技術に感心し、相手が男性だと思ってポペルカの手袋をした手に指輪をはめる。王子はポペルカ扮する狩人に、木のてっぺんにある松かさを撃ち落とせるか尋ねる。ポペルカはこれをやり遂げ、王子が射撃の腕に感心している間に逃げ出す。ポペルカを追いかけている際、王子は女性の衣服に戻ったポペルカが木の高いところにいるのを見つけるが、ポペルカは若い狩人がどこに言ったのか答えるのは拒む。
継母とドラはお城の舞踏会に向かう。フクロウに会いに行ったポペルカは違う服を着て舞踏会に行きたいと願う。ふたつめのハシバミの実が開いて豪華な舞踏会用のドレスを出す。ポペルカの馬にも横乗り用の飾りが付いた鞍がつけられていた。ポペルカはお城まで馬で行き、舞踏会に入る。ヴェールをつけたまま王子に挨拶するが、王子は女性客に追われるのにうんざりしていた。王子はヴェールをつけた見知らぬ女性をミステリアスで魅力的だと感じる。王と王妃は息子の態度が優しくなったのに驚く。ポペルカは、以前に自分が王子と会った時のことをほのめかす謎を答えないかぎり王子の求愛には応じないと述べる。ポペルカは走って逃げ、王子は村までポペルカを追う。そこで王子は女性たちにポペルカがなくした靴を履くのを試させることにする。継母とドラが戻り、王子を見て相手を罠にかけようと考え、ポペルカを縛って服を盗む。王子が変装したドラに靴を試すよう頼むと、継母は靴を引ったくり、娘とそりで逃げ出す。王子はそりが池に落ちるまで追いかける。その女性が本当はドラだということがわかり、王子は靴を取り戻して村に戻る。
ポペルカは再びフクロウのもとを訪れる。最後のハシバミの実からウェディングドレスが出てくるのを見たポペルカは大喜びする。このドレスを着てポペルカは馬に乗り、村人たちと王子を驚かせる。靴はぴったりポペルカの足に合い、ポペルカは指輪を返そうとするが、王子はそれをポペルカの指に再びはめる。ポペルカは再び謎かけをし、王子はポペルカが違う姿をしていた時に会ったことを思い出す。王子はポペルカに求婚し、ポペルカは承諾して、村人みんながポペルカを祝福する。

## キャスト
- リブシェ・シャフラーンコヴァ - シンデレラ／ポペルカ／アッシェンブレーデル
- パヴェウ・トラーヴニチェク - 王子
- カローラ・ブラウンボック - 継母
- ロルフ・ホッペ - 王
- カリン・レッシュ - 王妃
- ダニエラ・フラヴァコヴァ - ドラ（継母の連れ子でシンデレラの姉）
- ヴラジミール・メンシク - ヴィンチェク
- ヤン・リビチェク - 王子の家庭教師
- ヴィーチェスラフ・ヤンダク - 王子のおつきカミル
- ヤロスラフ・ドルボフラフ - 王子のおつきヴィテク
- ミラ・ミスリコヴァ - 継母の家政婦
- イジー・ルージチュカ - 台所の男の子
- ヘレナ・ルージチコヴァ - ドロベナ姫（舞踏会の赤いドレスの女性）

## 制作
ボジェナ・ニェムツォヴァーはチェコやスロバキアのシンデレラ物語の再話を「灰かぶりについて」、「三人の姉妹」、「小さな灰かぶりについて」として3回刊行しており、それぞれに少しずつ違いがあり、この映画はその全てを参考にしていると考えられる。「小さな灰かぶりについて」を収録したニェムツォヴァーの著作である『スロヴァキアのおとぎ話と伝説』はこの映画の公開の5年後にドイツ語訳されて比較的よく知られているため、映画の原作としては「小さな灰かぶりについて」だけがあげられることもある。
脚本家のフランチシク・パヴリーチェクはプラハの春にかかわっていたため、公開当時は脚本家としてクレジットされず、そのかわりにドラマトゥルクだったボフミラ・ゼレンコヴァーの名前が使われている。パヴリーチェクによる脚本は当時のチェコスロバキアが社会主義国で宗教に対して否定的であったことを反映し、ニェムツォヴァーの原作には存在するキリスト教色が薄められている。
キャストはチェコとドイツ両方の俳優からなっており、双方、自らの第一言語で話して撮影している。吹き替えなどを用いてチェコ語版とドイツ語版が同時に制作・公開された。ドイツのザクセン州にあるモーリッツブルク城などで撮影が行われた。

## 公開
1973年10月26日にプラハのセヴァストポル映画館でプレミア公開され、1973年11月1月にソビエト連邦で、11月16日にチェコスロバキアで公開された後、1974年3月に東ドイツで公開された。
1977年にカタルーニャにてカタルーニャ語の吹き替えで初公開されたが、これは子ども向けの作品がカタルーニャ語に翻訳された最初の例であった。

## 受容
ヨーロッパの多くの国で人気のあるクリスマス映画となっている。毎年クリスマスの時期にチェコ、スロバキア、ドイツ、ノルウェーでテレビ放送されている。オーストリア、スペイン、アラブ首長国連邦、フィリピンなどでもよく知られている。
チェコのおとぎ話の映画化ではあるが、チェコとドイツ両方の俳優が出演し、撮影も一部ドイツで行われてドイツ語版も制作されているので、ドイツでは本作が自国の「文化的遺産」の一部と見なされており、非常に人気がある。撮影が行われたモーリッツブルク城では本作に関連する展示がしばしば行われている。
ノルウェーでも極めて人気があり、「多くのノルウェー人にとって唯一無二のシンデレラ」と見なされているという。

## 分析
本作は「フェミニズム的な色合い、女性から男性への異性装、現代的なひねり、社会主義的で反権威主義的なメッセージ、リアリズム的な感覚、記憶に残る音楽、自然な冬を映したセッティング」が高く評価されている。ヒロインのポペルカは「自らの幸せを主体的に手にしようとする前向きな性格」であり、王子も親の意向に反発する若者である。反逆的な若者たちが恋を成就させる物語には、国民的な作家であるニェムツォヴァーのよく知られたおとぎ話の映画化作品という表の姿に隠れた「プラハの春で抑圧されたチェコスロヴァキア市民の自由への思い」が見て取れると評されている。

## デジタル修復
ノルウェーの財政的・技術的支援により、チェコ映画アーカイブとモー・イ・ラーナの国立図書館が本作の画質を向上させるべくデジタル化して修復した。欧州経済領域における社会的・経済的結束に貢献するためのEEAノルウェーグラントにより資金が賄われた。ノルウェーは比較的古いチェコ映画10本をデジタル化するために750万ノルウェー・クローネ程度の資金を割き、デジタル化は2015年12月までに終了した。

## リメイク
2021年にノルウェー映画『シンデレラ 3つの願い』としてリメイクされた。